# Zerex 150
Das Zerex 150 war ein Autorennen der NASCAR Busch Series, welches von 1982 bis 1990 mit Ausnahme von 1984 und 1985 auf dem Martinsville Speedway ausgetragen wurde. Es war das zweite von drei Saisonrennen, die während dieser Zeit auf der Rennstrecke ausgetragen wurden, und von Renndistanz her kürzer als die beiden anderen Rennen.

## Geschichte
Die erste Ausgabe des Rennens wurde am 25. September 1982 als Autumn 150 ausgetragen. Die Renndistanz betrug 150 Runden beziehungsweise 78,8 Meilen. Erster Sieger wurde Sam Ard, der seinen Erfolg in der darauffolgenden Saison 1983 wiederholen konnte. Nach den ersten beiden Ausgaben fand es in den Jahren 1984 und 1985 nicht statt. In der Saison 1986 kehrte es als Nationwise 150 in den Rennkalender der Busch Series zurück. Die Distanz wurde nicht verändert und Tommy Houston war der Sieger des Rennens. In der darauffolgenden Saison konnte sich Rick Mast in die Siegerliste eintragen, bevor das Rennen im Jahre 1988 in Advance Auto 150 umbenannt wurde. Sieger dieses Rennens wurde Harry Gant, der einen Monat später auch das Winston Classic auf dieser Strecke gewann. Nach nur einer Saison erfolgte ein erneuter Namenswechsel, diesmal in Zerex 150. Tommy Houston hieß der erste Sieger des Rennens unter diesem Namen. Der zweite und zugleich letzte Sieger dieses Rennens wurde am 22. September 1990 Jeff Burton. Ab der darauffolgenden Saison wurde das Rennen nicht mehr ausgetragen.

## Sieger
- 1982: Sam Ard
- 1983: Sam Ard
- 1986: Tommy Houston
- 1987: Rick Mast
- 1988: Harry Gant
- 1989: Tommy Houston
- 1990: Jeff Burton